# La Granja (Chile)
La Granja ist eine Gemeinde der Región Metropolitana de Santiago mit 116.571 Einwohnern (2017). Sie ist eine der Gemeinden der Provinz Santiago.

## Geschichte
Die Gemeinde La Granja wurde am 18. November 1892 gegründet.

## Demografie
Laut der Volkszählung 2017 lebten in der Gemeinde La Granja 116.571 Personen. Davon waren 57.025 Männer und 59.546 Frauen, womit es einen leichten Frauenüberschuss gab.

## Wirtschaft
Die Gemeinde La Granja ist ein städtisches Gebiet mit Wohnungen und wichtigen Unternehmen, die im Bereich Holz, Fertigung und Metallen tätig sind.